# Alleucosma tshuapana
Alleucosma tshuapana är en skalbaggsart som beskrevs av Franz Antoine 1989. Alleucosma tshuapana ingår i släktet Alleucosma och familjen Cetoniidae. Inga underarter finns listade i Catalogue of Life.